# Romano d’Ezzelino
Romano d’Ezzelino – miejscowość i gmina we Włoszech, w regionie Wenecja Euganejska, w prowincji Vicenza.
Według danych na rok 2004 gminę zamieszkiwało 13 813 osób, 657,8 os./km².